# Polyura acutus
Polyura acutus är en fjärilsart som beskrevs av Rothschild 1899. Polyura acutus ingår i släktet Polyura och familjen praktfjärilar. Inga underarter finns listade i Catalogue of Life.